# آني هاوكس
آني هاوكس (بالإنجليزية: Annie Sherwood Hawks)‏ هي كاتِبة وشاعرة أمريكية، ولدت في 28 مايو 1835 في هوسكيت في الولايات المتحدة، وتوفيت في 3 يناير 1918 في برلينغتون في الولايات المتحدة.